# Hans Wilhelm Bansi

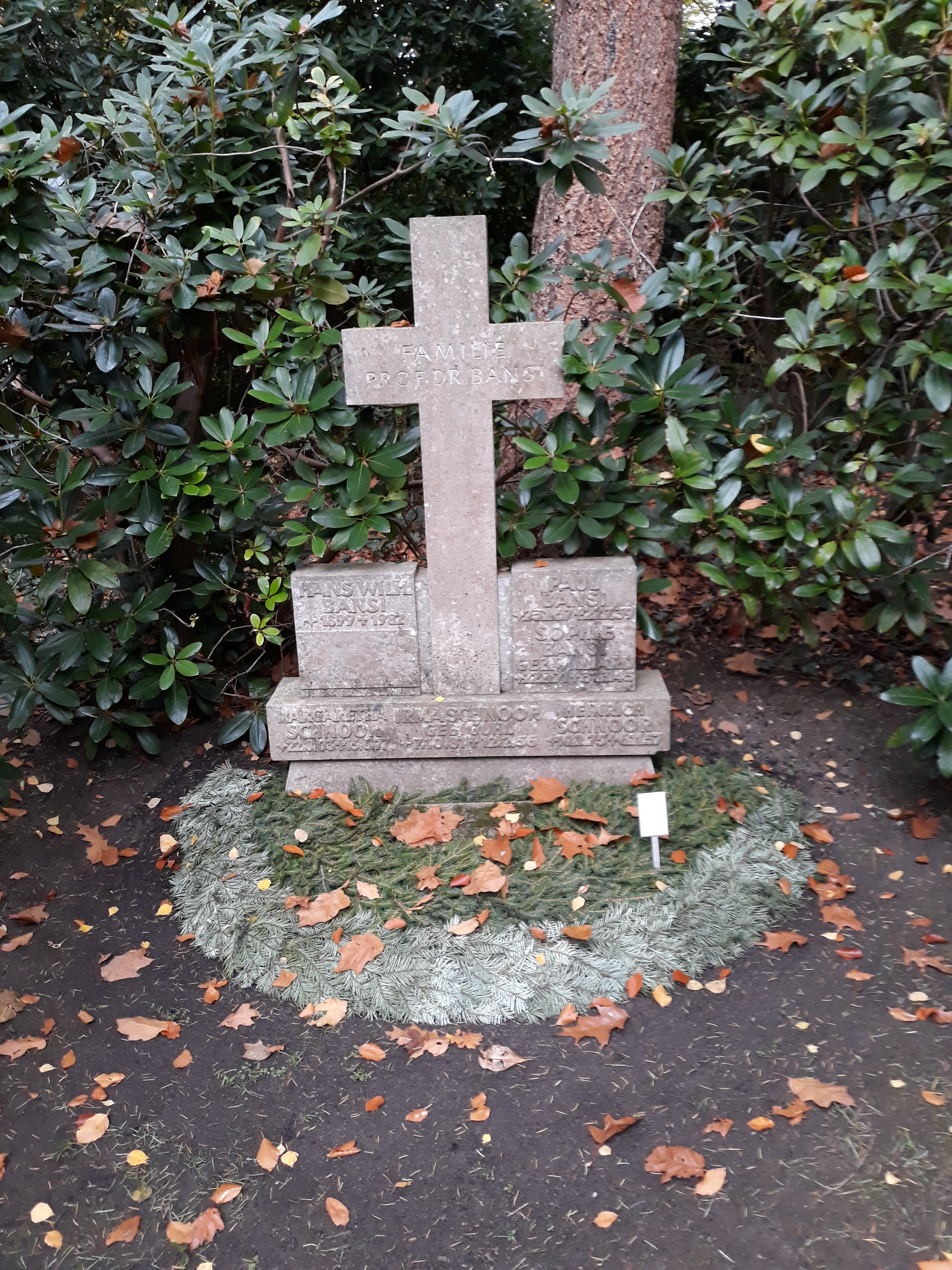
Das Grab von Hans Wilhelm Bansi im Familiengrab auf dem Friedhof Ohlsdorf in Hamburg

Hans Wilhelm Bansi (* 22. März 1899 in Metz; † 15. März 1982 in Hamburg) war ein deutscher Arzt. Der Internist betrieb Forschungen auf den Gebieten der Endokrinologie und des Stoffwechsels.

## Leben
Hans Wilhelm Bansi war der Sohn des Generalmajors Paul Bansi. Nach Kriegsdienst am Ende des Ersten Weltkriegs und nach schwerer Verwundung studierte er Medizin an der Universität Berlin und wurde nach der Verteidigung seiner Dissertationsschrift Ueber Oxydase-Reaktion an Exsudat-Monozyten zum Dr. med. promoviert. Danach wurde er Assistenzarzt an der Medizinischen Klinik der Charité unter Wilhelm His, danach Oberarzt der Medizinischen Abteilung unter Hermann Zondek im Krankenhaus Am Urban in Berlin. Er habilitierte sich 1929 und wurde 1935 apl. Professor.
Ab 1934 war er Chefarzt der Medizinischen Abteilung des Erwin-Liek-Krankenhauses in Berlin-Reinickendorf. Zu Beginn des Zweiten Weltkriegs leitete er als Stabsarzt die Innere Abteilung des Krankenhauses Charlottenburg-Westend, dann wurde er Beratender Internist verschiedener Heeresgruppen, u. a. der Heeresgruppe Mitte der Ostfront. Nach dem Krieg war er kurze Zeit Chefarzt am Allgemeinen Krankenhaus Langenhorn, dann von 1947 bis 1967 Chefarzt der I. Medizinischen Klinik am Allgemeinen Krankenhaus St. Georg in Hamburg. In den ersten Nachkriegsjahren scheiterte eine Berufung auf die Professur der II. Medizinischen Klinik der Humboldt-Universität (Charité) in Berlin am Einspruch der sowjetischen Besatzungsmacht.

## Forschungstätigkeit
Seine wissenschaftlichen Arbeiten betrafen die Endokrinologie, besonders die Schilddrüsenerkrankungen. Die Umstände der Nachkriegszeit führten ihn zu Forschungen über die Folgen des Hungers, es erschien seine Monographie Das Hungerödem und andere alimentäre Erkrankungen. Auf Grund dieser Arbeit wurde er später zum Mitglied der Royal Society of Medicine in London ernannt. Er beobachtete fortlaufend die Folgen der Fehlernährung bei den zurückkehrenden Kriegsgefangenen und war infolgedessen bei deren ärztlicher Begutachtung erste Autorität für die Behörden. Man nannte ihn den „Vater der Heimkehrer“. Des Weiteren beschäftigte er sich nach der Einführung der Thyreostatika und der nuklearmedizinischen Diagnostik wieder mit den Erkrankungen der Schilddrüse. In Zusammenarbeit mit den Chirurgen und den Nuklearmedizinern entstand ein modernes Zentrum für Schilddrüsenerkrankungen am Krankenhaus St. Georg. Weitere Forschungen betrafen den Wasserhaushalt und Elektrolythaushalt und den Aminosäurestoffwechsel. Seine liberale Führung der Klinik ermöglichte den Assistenten auch Arbeiten auf anderen Gebieten, so dass aus dieser Klinik schließlich die Kardiologische Klinik und die Hämatologische Abteilung hervorgingen.  Im Jahr 1967 wurde er zum Mitglied der Deutschen Akademie der Naturforscher Leopoldina gewählt.

## Veröffentlichungen
- Das Hungerödem und andere alimentäre Erkrankungen. Enke, Stuttgart 1949.
- Thyeotoxikosen und antithyreoidale Substanzen. Thieme, Stuttgart 1951
- Jod. In: Künstliche radioaktive Isotope in Physiologie, Diagnostik und Therapie. Springer, Heidelberg 1953.
- Die Krankheiten der Schilddrüse. In: Handbuch der Inneren Medizin. Springer, Heidelberg 1955.
- Schilddrüsenerkrankungen. In: Klinik der Gegenwart. Urban & Schwarzenberg, München 1956.
- Zur versorgungsmedizinischen Beurteilung des Herz-Kreislauftodes. Grundsatzgutachten. Kohlhammer, Stuttgart 1966.